# Rick DeMont
Richard James DeMont, detto Rick (San Francisco, 21 aprile 1956), è un ex nuotatore statunitense.

## Carriera
Specializzato nello stile libero, fu il primo uomo a laurearsi campione del mondo nei 400m stile libero nel 1973 ai campionati mondiali di Belgrado, facendo segnare anche il nuovo primato mondiale (3'58"18); nella stessa edizione vinse anche due medaglie di argento nella staffetta e nei 1500 metri stile libero.
Pur essendo uno degli atleti più vincenti in quegli anni, DeMont non ebbe fortuna alle Olimpiadi. Infatti, nel 1972 DeMont si era qualificato per rappresentare gli Stati Uniti alle Olimpiadi estive del 1972 a Monaco, Germania, dove vinse con il tempo di (4: 00.26) la finale dei 400 metri stile libero. Tuttavia dopo la gara, il Comitato Olimpico Internazionale (CIO) tolse a DeMont la sua medaglia d'oro dopo che la sua analisi delle urine post-gara era risultata positiva per tracce della sostanza vietata efedrina, che però era contenuta nel farmaco che gli era stato prescritto per l'asma. Questo lo privò anche di una possibilità di più medaglie, poiché non gli era permesso di nuotare in nessun altro evento alle Olimpiadi del 1972, incluso il 1500 stile libero per il quale era l'allora attuale detentore del record mondiale, e che furono vinti dal suo connazionale Burton. E' da notare che prima delle Olimpiadi, DeMont aveva correttamente dichiarato i suoi farmaci per l'asma sui suoi moduli di divulgazione medica, ma il Comitato Olimpico degli Stati Uniti non li aveva autorizzati così come il comitato medico del CIO.

## Palmarès
- Mondiali

Belgrado 1973: oro nei 400m stile libero, argento nei 1500 stile libero,  e argento nella staffetta 4x100m stile libero.
- Giochi panamericani

Città del Messico 1975: oro nella staffetta 4x200m stile libero e argento nei 200m stile libero.

## Riconoscimenti
- World Swimmer of the Year: 1973